# Grapeland
La ville de Grapeland est située dans le comté de Houston, dans l’État du Texas, aux États-Unis. Sa population s’élevait à 1 489 habitants lors du recensement de 2010, estimée à 1 419 habitants en 2016.

## Source
- (en) Cet article est partiellement ou en totalité issu de l’article de Wikipédia en anglais intitulé « Grapeland, Texas » (voir la liste des auteurs).